# Griswoldia punctata
Griswoldia punctata là một loài nhện trong họ Zoropsidae.
Loài này thuộc chi Griswoldia. Griswoldia punctata được George Newbold Lawrence miêu tả năm 1942.